# Soudat
Soudat település Franciaországban, Dordogne megyében. Lakosainak száma 102 fő (2022. január 1.). Soudat Eymouthiers, Teyjat, Bussière-Badil, Varaignes és Étouars községekkel határos.

## Népesség
A település népessége az elmúlt években az alábbi módon változott:
| Lakosok száma | 121  | 99   | 78   | 82   | 90   | 92   | 92   | 88   | 93   | 102  |
|               | 1968 | 1982 | 1990 | 2006 | 2013 | 2015 | 2017 | 2019 | 2020 | 2022 |